# Bandera de Cerro Largo
La bandera de Cerro Largo és blanca i blava, i està basada en la bandera dels Insurgents Orientals que va flamejar durant el primer lloc de Montevideo (1811), a càrrec de les forces orientals de José Artigas.

## Descripció
En aquesta bandera, un camp blau, sinònim de confiança i seguretat, que representa el cel i simbolitza la virtut de la justícia, s'estenen tres franges blanques, puresa d'intencions, integritat, anhel de pau i simbolitza la virtut de l'esperança.
Va ser proposada per la mestra Cristina Cardozo l'any 2017 i va ser aprovada per unanimitat per la Junta Departamental de Cerro Llarg. Es va hissar per primera vegada el 25 d'agost del 2018.
Aquesta bandera substitueix l'anterior creada pel professor Wilson Gómez fa dècades. Aquest dissenyador es va regir per l'heràldica espanyola, segons la qual al centre de la bandera ha de romandre l'escut local.